# Бродівський район

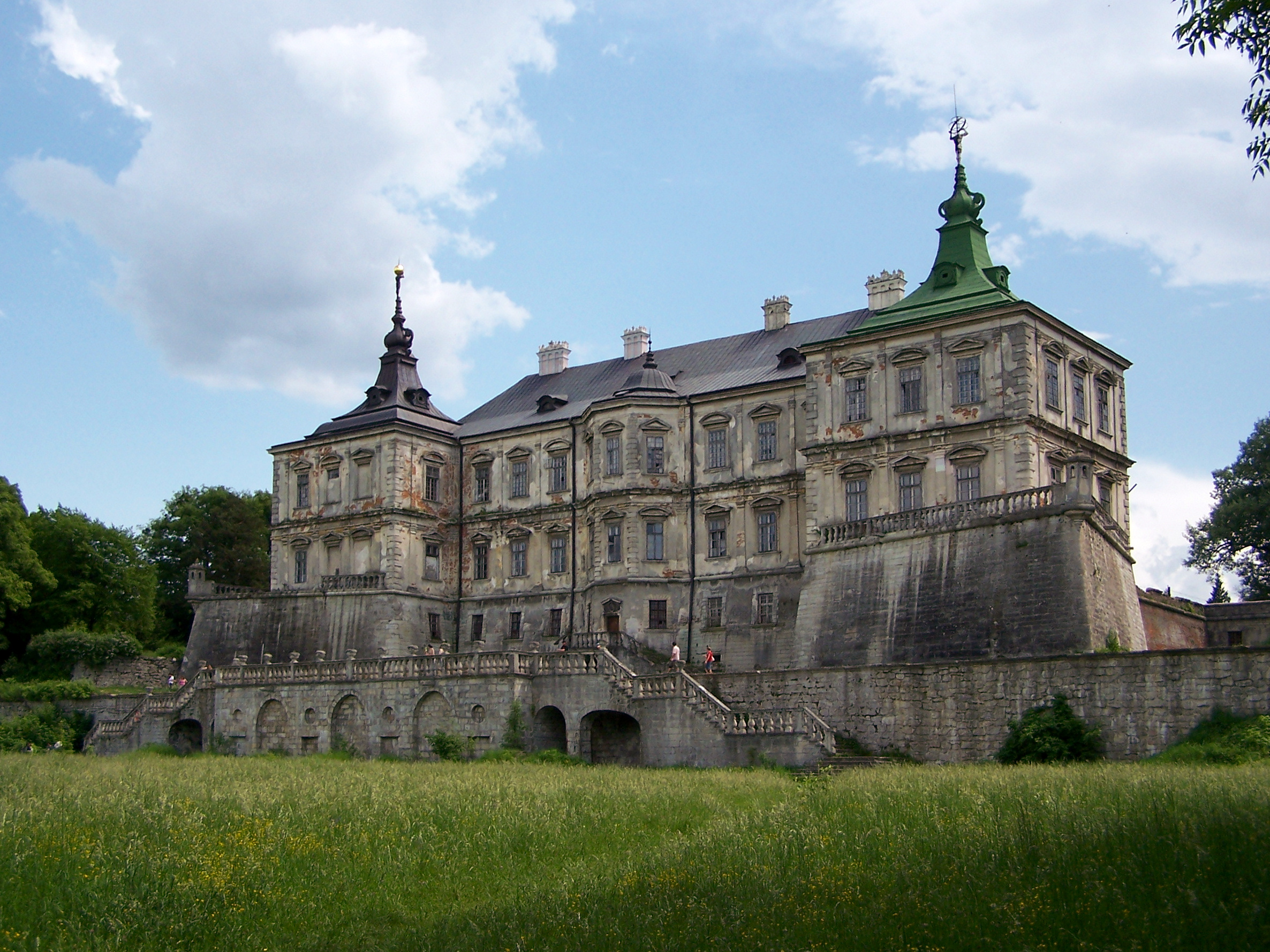
Підгорецький замок

Брóдівський райóн — колишній район України на північному сході Львівської області. Районний та адміністративний центр — місто районного значення Броди. Населення становить 58009 осіб (на 1 січня 2019). Площа району — 1162 км². Утворено 17 січня 1940 року. Ліквідовано 17 липня 2020 року під час адміністративно-територіальної реформи у відповідності до постанови Верховної Ради України від 17 липня 2020 року № 807-IX «Про утворення та ліквідацію районів».

## Географія

### Розташування
Бродівський район межує з такими районами: Золочівським, Буським та Радехівським Львівської області, Горохівським Волинської області, Кременецьким Тернопільської області, Радивилівським Рівненської області.
Більша частина району розташована на Брідській рівнині, яка географічно належить до Малого Полісся. Середня висота рівнини — 240 м. над рівнем моря. Південь Брідщини перетинає низькогірне пасмо Вороняки, яке є частиною Подільської височини (найвища точка — гора Високий Камінь, заввишки 440 м.) Південно-західною частиною району проходить Головний європейський вододіл.

### Рельєф
Територія Бродівського району лежить на території Львівської западини. На поверхні залягають мезозойські відклади, тобто крейда, мергелі, вапняки. На півночі і північному сході на поверхні залягають неогенові відклади (піски, пісковики, вапняки, гіпси, глини).
Частина території, яка розташована в Буго-Стирському природному районі, є найбільш піднятою водороздільною частиною території Малого Полісся. Лівобережжя річки Стир займають денудаційні рівнини на осадових породах, правобережжя — зандрові та зандрово-аллювіальні рівнини.
Вороняки — частина розчленованого Подільського плато, вбік рівнини Малого Полісся обривається крутим уступом, має абсолютні висоти: 350—400 м. Рельєф відрізняється зрілими ерозійно-денудаційними формами. Річкові долини і балки, які розділяють уступ і вододіл, характеризуються широкими днищами і пологими схилами. Горбоутворення відрізняються м'якими контурами і невеликими відносними висотами — 50—100 м.
По краю Подільського плато в смт Підкамінь починається Товтровий кряж, який простягається в південно-східному напрямку. Товтровий кряж являє собою давній бар'єрний риф з абсолютними висотами 400—436 м. Товтрові горби в межах плато піднімаються на 40—80 м. Головна гряда має плоску вершину і досить круті схили. На вершині залягають малопотужні прошарки суглинків, під якими дуже часто містяться рифові вапняки. На поверхні останніх спостерігаються карстові мікроформи (тріщини, діри, воронки). По два боки головної гряди розташовані товтрові піднесення.
На півдні Бродівського району трапляються скелі-останці, уступи, яри. На південному заході трапляється гірський рельєф, а саме узгірно-хребтові, структурно-денудаційні та ерозійно-денудаційні низькогір'я. А на межі Бродівського та Радехівського районів на берегах річки Стир трапляється рівнинний рельєф з плоскими флювіальними (річковими) рівнинами.

### Геологічна будова
У геологічній будові Вороняк беруть участь осадові породи морського походження крейдяного періоду мезозойської ери і третинного періоду кайнозойської ери та континентальні відклади четвертинного періоду. В основі гір залягає потужна товща білої твердої крейди з включеннями чорного кременю. У складі верхньої крейди виділяється сеноманський, туронський, коньякський і сентонський яруси. Найпоширеніші серед них — відклади сеноманського ярусу. Їхній літологічний склад різноманітний: глауконітові піски та пісковики, вапняки і мертелі. Туронські відклади характеризуються одноманітним складом і представлені переважно білою писальною крейдою і крейдоподібними вапняками. Основна і характерна ознака турону — присутність у його складі декількох горизонтів сірого кременю. У відкладах турону трапляються численні рештки морських організмів (іноцерамів, брахіопод, їжаків, акул тощо). Уверх, по розподілу, туронські відклади поступово переходять у дуже близькі за зовнішнім виглядом і складом відклади коньякського ярусу.
Відклади палеогену поширені мало. Вони представлені зеленими кварцовоглауконітовими пісками, рідше пісковиками та мергелями потужністю до 12 м., які залягають на розмитій закарстованій поверхні крейди, заповнюючи її нерівності. Найчастіше їхні відслонення трапляються у верхів'ї річок Горинь та Ікви. На піднятих ділянках крейдового рельєфу палеогенові відклади відсутні. У цих випадках безпосередньо на крейді залягають морські утворення неогену.
Неогенові відкладення представлені середнім і верхнім міоценом. Залягають вони на розмитій поверхні давніших (палеогенових, крейдових, а місцями палеозойських) порід і покриваються четвертинними відкладами.
Згідно з даними «Укргеологорозвідки» на території району розташовані родовища суглинків, пісковиків та торфів:
- Підгорецьке, що розташоване за 9 км на північний-захід від проміжної залізничної станції Ожидів, балансові запаси — 193 тис. м³;
- Підкамінське, що розташоване на північний-захід від смт Підкамінь, балансові запаси 1479 тис. м³;
- Черницьке родовище пісковиків (резервне) розташоване за 4 км південніше с. Черниця, затверджені запаси — 47 тис. м³.

Геологічні умови сприяють відкриттю розробки, підготовці для промислового освоєння. Пісковики використовуються для будівництва місцевих доріг.

### Річки
Тут беруть початок річки басейну Дніпра — Стир (довжина в межах району 69 км), Іква (17 км); басейну Дністра — Серет (21 км). Загальна довжина річок району — 182,1 км, струмків — 270 км.
Район має розгалужену мережу річок. Густота річкової сітки коливається в межах 0,2—0,3 км². Долини річок Малого Полісся неглибокі з пологими схилами і широкими днищами. Найнижчий рівень води в річках спостерігається найчастіше в кінці серпня — на початок вересня. Весняна повінь продовжується 3 тижні. Її затяжний характер пояснюється тим, що територія району являє собою рівнину. Річний хід рівня річок характеризується порівняно невисоким весняним паводком, нестійкою літньо—осінньою меженню та високими дощовими паводками.
Також район багатий на підземні води. Західне Поділля відрізняється особливим режимом річок, які в більшості насичуються підземними водами (35—50 % річного стоку). Цей фактор зберігає річки від пересихання і зменшує коливання рівнів протягом всіх сезонів року.
Умови накопичення підземних вод сприятливі. Підземні води пристосовані до порід різного періоду, які на значних площах гідравлічно пов'язані між собою і часто створюють сполучені горизонти. Тому виділення водоносних горизонтів несе в якійсь мірі умовний характер.
- Санто-туровський ярусу. Водомісткі породи — мергель, крейда, вапняки. Водонасиченість обумовлена наявністю тріщин і карстів. Найбільша заводненість обмежена глибиною 100—120 м. Глибина залягання водоносних порід 2—213 м.
- Тортонський ярус. Водоносний горизонт має різноманітні характеристики на різних ділянках. Дренується долинами річок і ярів. Потужність заводненої товщини 3−76,5 м, найпоширеніша глибина 5—15 м. Водонасиченість і мінералізація залежить від локальних умов. Швидкий водообмін веде до активізації карстових процесів.
- Сарматський ярус. Водовмістимі породи — пісковики, піски, вапняки. Глибина 3,6—80 м. Перенасиченість цього горизонту веде до різкого зменшення стійкості схилів і утворення зсувів. Води безнапірні, часто дреновані.
- Ярус четвертинних алювіальних відкладів. Розвинутий у долинах річок і крутих балок. Глибина частіше 0,1—2,0 м. Багатоводність незначна. Потужність горизонту: 0,3—15 м. Живлення — атмосферні опади. Додаткове живлення з інших горизонтів, надходження води з річок під час повені. Режим непостійний, залежить від кількості опадів.

### Клімат
Клімат району м'який і досить вологий.
У середньому щороку випадає 742 мм опадів. Середня температура найхолоднішого місяця −4,3°С, найтеплішого +18,7°С. Переважають західні і південно-західні вітри. Найбільша швидкість вітру спостерігається взимку 3,6—3,8 м/с, навесні і в осені 3,0—3,4 м/с.
Клімат району — атлантично-континентальний, характеризується високою вологістю, м'якими зимами з частими потеплінням, помірно теплим не посушливим літом. Він формується переважно під впливом Атлантичного океану (що виявляється у значній кількості опадів та швидкій зміні погоди), а також континентальних повітряних мас. Літо м'яке з частими грозами, зима холодна.
У залежності від віднесення до визначеного фізико-географічного району, окремі частини району відрізняються кліматичними умовами. Основні метеорологічні характеристики наведені в таблиці.
Середньорічна відносна вологість повітря о 13 годині — 65—68 %, середньорічна температура повітря 6,8°С.

### Корисні копалини
Бродівський район багатий на корисні копалини, а саме:
торф, буре вугілля, вапняк, кварцовий пісок, глину, залізну руду.

### Ґрунти
Більшість ґрунтів — чорноземні та перегнійно-карбонатні. Ґрунтовий покрив району порівняно складний. Формувався він протягом верхнього плейстоцену та голоцену, внаслідок речовинних компонентів, які складають ландшафтну оболонку планети. Наявність у Малому Поліссі пісків при близькому до поверхні заляганні крейдових відкладень обумовили формування характерних поліських ґрунтів.
Найрозповсюдженішими з них є дерно-слабозолисті ґрунти. Вони займають плоскі понижені міжріччя. Карбонатні породи залягають близько, тому ці ґрунти мають слабокислу або нейтральну реакцію, небагаті перегноєм (0,86—1,07 %), сприятливий повітряний і водний режим при внесенні органічних добрив ґрунти достатньо родючі і значно зорані.
Піскові піднесення покриті дерно-слабоподзолистими пісковими ґрунтами, які мають несприятливі фізичні властивості та бідні на живильні речовини. Використовуються переважно як пасовища.
На ділянках міжріччя з виходом на поверхню крейдових порід утворились перегнійно-карбонатні ґрунти, які містять багато перегною (7—8 %), мають слаболужну реакцію, мулиста фракція становить 30—50 %. В умовах Малого Полісся це найкращі за своїм потенціалом родючі ґрунти, повністю зорані.
В долинах річок розповсюджені дернові лугові, черноземно-лугові, лугово-болотні ґрунти. Торфоболотні ґрунти залягають в південній частині району в долині річки Стир і використовуються переважно під сінокоси і випаси.
На піднесених елементах рельєфу Вороняків сформувались сірі лісові ґрунти. Біля підніжжя уступу до Малого Полісся по конусах виносу залягають опідзолені чорноземи і потужні малогумусні чорноземи. Це найкращі природні родючі ґрунти району.
У межах Товтрового кряжу трапляються сірі лісові ґрунти і карбонатні чорноземи.
Утворення різних генетичних груп ґрунтів пов'язане складним зв'язком між лісовою і лісостеповою рослинністю, кліматичними умовами, утворюючими породами, рельєфом, господарською діяльністю людини.
У районі значну частину займають сільськогосподарські угіддя, площею — 63,4 тис. га. Велику площу займають ліси — 33,6 % території району. Водне плесо території становить 637 га.

## Зниклі населенні пункти району
Згідно адміністративно-територіального поділу Львівської області упродовж 1945—2020 років, з обліку даних у зв'язку з переселенням мешканців та приєднанням до інших населених пунктів з мапи області зникло багато сіл та хуторів. Нижче наведений перелік (не є вичерпним) таких населених пунктів:
Села
- Великі Фільварки
- Гута-Верхобузька
- Гута-Пеняцька
- Гутисько Бродське
- Гутисько Літовиське
- Гутисько Пеняцьке
- Гутище-Брідське
- Дзвінець
- Майдан-Пеняцький
- Островчик
- Малі Фільварки
- Саварин
- Скляна Гута
- Старі Броди
- Шваби
- Шевченківське Заболотцівської сільради було зняте з обліку у зв'язку з переселенням його мешканців, згідно рішення Виконавчого комітету Львівської обласної Ради народних депутатів від 19 вересня 1989 року.[3]

Хутори
- Адами-Підлісся
- Бабутиха
- Бальвірка
- Бендери
- Березина
- Беремки
- Борсучий
- Валівська
- Вежище
- Верхи
- Вируб
- Вільшанка
- Вітряк
- Войтовичі
- Волянщина
- Гончарі
- Гостинець (Гранатирі)
- Гребелька
- Далиняки
- Дубина
- Дубинська дорога
- Жолоби
- Закорчмений
- Замонастир
- Заячий Гай
- Звіринець
- Івани (Івані)
- Калинка
- Касяни
- Кисилівка
- Климівна
- Корчмище
- Красник
- Кринички
- Криничний
- Кругляк
- Кутищина
- Кучаків
- Ксьондзики
- Лани
- Лісовики
- Льони
- Мазання-Ваврикова
- Марусі
- Михалуші
- На Границі
- Народне
- Нетреба
- Нова Гута
- Оглядівське (Гулядівське)
- Парцеляція
- Підберезний
- Підгір'я
- Підзамче-Залуч
- Підліс
- Підпасіка
- Подоляни
- Пожари
- Романці
- Свиридівна
- Синька
- Сосни (Соснинка)
- Стогинь
- Стриганець
- Хмелево
- Хмельове
- Шаруни
- Шматів
- Юридика

## Історія
17 січня 1940 року, Указом Президії Верховної ради УРСР, на території колишнього Бродського повіту утворено Бродівський, Підкамінський та Пониковицький райони. Райони займали порівняно малі географічні території. Так, Бродівський район розташований у північно-східній частині Львівської області. У 1946—1962 роках році до складу району увійшли Заболотцівський та Підкамінський райони, а на початку 1960-х років й частина Олеського району — села, підпорядковані Гутищенській, Заболотцівській, Кутівській, Ожидівській, Підгорецькій, Соколівській, Тур'янській, Ясенівській сільським радам; Лопатинського району — села, підпорядковані Лопатинській, Барилівській, Березівській, Куликівській, Кустинській, Миколаївській, Нивицькій, Оглядівській, Сморжівській, Хмільненській сільським радам та Буського району — села, підпорядковані Топорівській і Чанизькій сільським радам.
5 лютого 1965 року Указом Президії Верховної Ради Української РСР до складу Бродівського району передано Станіславчицьку сільраду Радехівського району.

## Політика

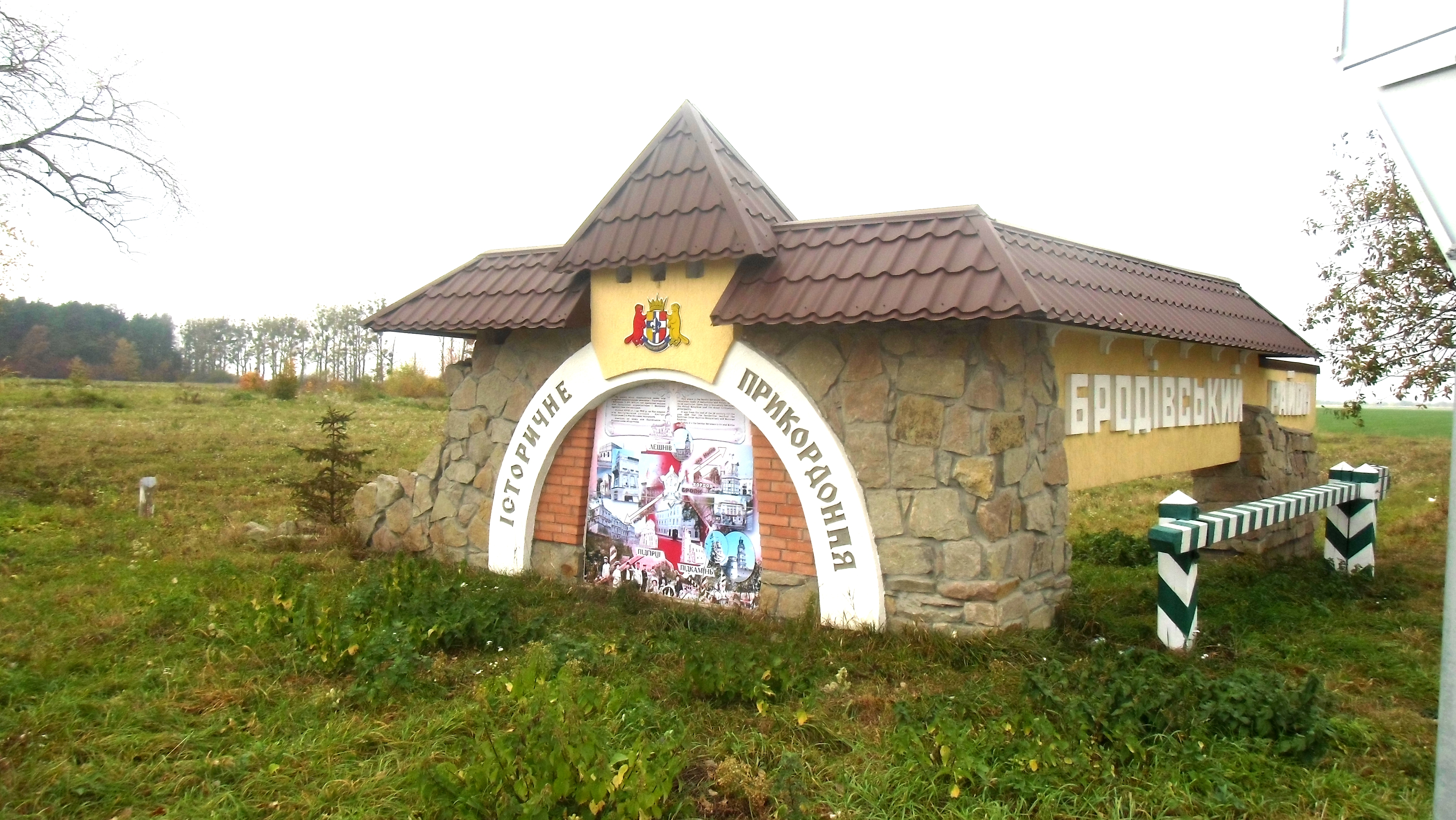
Знак при в'їзді у Бродівський район з боку Рівненської області

25 травня 2014 року відбулися Президентські вибори України. У межах Бродівського району було створено 86 виборчих дільниць. Явка на виборах складала — 78,40 % (проголосували 36657 з 46759 виборців). Найбільшу кількість голосів отримав Петро Порошенко — 60,05 % (22013 виборців); Юлія Тимошенко — 14,37 % (5266 виборців), Олег Ляшко — 9,42 % (3453 виборців), Анатолій Гриценко — 8,45 % (3099 виборців); Олег Тягнибок — 2,98 % (1091 виборців). Решта кандидатів набрали меншу кількість голосів. Кількість недійсних або зіпсованих бюлетенів — 0,53 %.
31 березня 2019 року відбулися Президентські вибори України. Явка на виборах складала — 69,11 % (проголосували 33194 з 48033 виборців). Найбільшу кількість голосів отримав Петро Порошенко — 31,94 % (10483 виборців) Юлія Тимошенко — 17,49 % (5740 виборців), Анатолій Гриценко — 15,08 % (4950 виборців), Володимир Зеленський — 12,40 % (4069 виборців), Олег Ляшко — 8,31 % (2726 виборців). Решта кандидатів набрали меншу кількість голосів.

## Адміністративний устрій
Адміністративно-територіально район поділяється на 1 міську раду, 1 селищну раду та 23 сільські ради, які об'єднують 103 населені пункти і підпорядковані Бродівській РДА. Адміністративний центр — місто Броди.

## Населення
Розподіл населення за віком та статтю (2001)
| Стать | Всього | До 15 років | 15-24 | 25-44 | 45-64 | 65-85 | Понад 85 |
| --- | ------ | ----------- | ----- | ----- | ----- | ----- | -------- |
| Чоловіки | 30 068 | 6472        | 4681  | 9005  | 6235  | 3527  | 148      |
| Жінки | 33 781 | 6131        | 4241  | 8833  | 7499  | 6565  | 512      |
| \| Статево-вікова піраміда \| Статево-вікова піраміда \| Статево-вікова піраміда \| \| ----------------------- \| ----------------------- \| ----------------------- \| \| Чоловіки \| Вік \| Жінки \| \| 148 \| 85 + \| 512 \| \| 233 \| 80-84 \| 683 \| \| 626 \| 75-79 \| 1559 \| \| 1248 \| 70-74 \| 2145 \| \| 1420 \| 65-69 \| 2178 \| \| 1416 \| 60-64 \| 2195 \| \| 1188 \| 55-59 \| 1460 \| \| 1687 \| 50-54 \| 1802 \| \| 1944 \| 45-49 \| 2042 \| \| 2546 \| 40-44 \| 2454 \| \| 2175 \| 35-39 \| 2191 \| \| 2060 \| 30-34 \| 2086 \| \| 2224 \| 25-29 \| 2102 \| \| 2097 \| 20-24 \| 2041 \| \| 2584 \| 15-20 \| 2200 \| \| 2540 \| 10-14 \| 2331 \| \| 2156 \| 5-9 \| 2134 \| \| 1776 \| 0-4 \| 1666 \| |        |             |       |       |       |       |          |
| Статево-вікова піраміда |        |             |       |       |       |       |          |
| Чоловіки | Вік    | Жінки       |       |       |       |       |          |
| 148 | 85 +   | 512         |       |       |       |       |          |
| 233 | 80-84  | 683         |       |       |       |       |          |
| 626 | 75-79  | 1559        |       |       |       |       |          |
| 1248 | 70-74  | 2145        |       |       |       |       |          |
| 1420 | 65-69  | 2178        |       |       |       |       |          |
| 1416 | 60-64  | 2195        |       |       |       |       |          |
| 1188 | 55-59  | 1460        |       |       |       |       |          |
| 1687 | 50-54  | 1802        |       |       |       |       |          |
| 1944 | 45-49  | 2042        |       |       |       |       |          |
| 2546 | 40-44  | 2454        |       |       |       |       |          |
| 2175 | 35-39  | 2191        |       |       |       |       |          |
| 2060 | 30-34  | 2086        |       |       |       |       |          |
| 2224 | 25-29  | 2102        |       |       |       |       |          |
| 2097 | 20-24  | 2041        |       |       |       |       |          |
| 2584 | 15-20  | 2200        |       |       |       |       |          |
| 2540 | 10-14  | 2331        |       |       |       |       |          |
| 2156 | 5-9    | 2134        |       |       |       |       |          |
| 1776 | 0-4    | 1666        |       |       |       |       |          |

За даними всеукраїнського перепису населення 2001 року у Бродівському районі мешкало 63 850 осіб:
| українці  | 62 446 | 97,80 |
| росіяни   | 1 047  | 1,64  |
| поляки    | 154    | 0,24  |
| білоруси  | 77     | 0,12  |
| молдовани | 30     | 0,05  |
| чехи      | 25     | 0,04  |
| вірмени   | 16     | 0,03  |
| татари    | 10     | 0,02  |
| інші      | 1      | 0     |
| Разом     | 63 850 | 100   |

## Транспорт
Через Бродівщину проходять:
- Автошляхи E40М06. Довжина автошляхів району — 382,9 км.
- Львівська залізнична магістраль.

Транспортний комплекс у районі досить добре розвинутий, є такі види транспорту: автомобільний, залізничний, трубопровідний. Центр району місто Броди розташоване на перетині важливих транспортних шляхів.
Найкраще розвинутий автомобільний транспорт. Бродівський район має сполучення з усіма важливими транспортними вузлами Львівської області та сусідніми областями.
Добре розвинутий залізничний транспорт, район має сполучення з обласним центром містом Львів, також має сполучення з сусідніми Рівненською, Тернопільською та Волинської областями.
Розвинутий і трубопровідний вид транспорту — по території району проходять нафтопроводи «Дружба» та «Одеса—Броди».

## Визначні місця
На території Бродівського району розташовані 24 пам'ятки архітектури державного та 48 місцевого значення. Серед них:
- Бродівський замок (архітектор Гійом Левассер де Боплан);
- Церква Різдва Пресвятої Богородиці;
- Церква Святого Юра;
- Церква Воздвиження Чесного Животворящого Хреста;
- Колишня Велика синагога;
- Бродівський єврейський цвинтар;
- Підгорецький замок (архітектори Гійом Левассер де Боплан, Андреа дель Аква);
- оборонний монастир в Підкамені.

На хуторі Пліснисько, який є частиною села Підгірці, розташована унікальна пам'ятка археології Плісницьке городище. Поруч городища знаходиться Василіанський монастир XVII—XVIII століть.

## Природно-заповідний фонд
- Північне Поділля
- Лешнівський
- Підгорецький парк
- Макітра
- Кемпа
- Підкамінь
- Пониківський
- Синичівське
- Заболотцівське
- Лагодівське
- Піски
- Геологічно-ботанічна ділянка під назвою «Триніг»
- «Пам'ятка Пеняцька»
- Відслонення тортонських пісковиків
- Ерозійний останець морських рифів Товтрів або Медоборів Сарматського віку в околицях селища Підкамінь
- Сасівська
- Конвалія

## Медіа
- районна комунальна телерадіокомпанія «Броди»[14];
- незалежний (приватний) телеканал «Броди online»[15];
- суспільно-політичний районний часопис «Голос відродження».

## Музеї
- Бродівський історико-краєзнавчий музей (м. Броди);
- Кімната музей Бродівської гімназії імені Івана Труша (м. Броди);
- Музей-садиба родини Федунів (с. Клекотів);
- Історико-краєзнавчий музей с. Шнирів.

## Відомі люди
- Садок Баронч
- Тимофій Бордуляк
- Леопольд Бучковський
- Фелікс Вест
- Яків Головацький
- Петро Гудима
- Павло Дубас
- Йосип Застирець
- Юзеф Коженьовський
- Роман Купчинський
- Макс Маргулес
- Ярослав Онищук
- Осип Роздольський
- Йозеф Рот
- Іван Созанський
- Мирон Тарнавський
- Іван Труш
- Степан Тудор
- Петро Федун-«Полтава»
- Микола Федюк
- Володимир Хронович
- Василь Щурат
- Василь Ящун